# 얼 힌드먼
얼 힌드먼(Earl Hindman, 1942년 10월 20일 ~ 2003년 12월 29일)은 미국의 배우이다.
비즈비에서 태어났으며 스탬퍼드에서 사망하였다. 사인은 폐암이다.  코네티컷주에 매장되었다.

## 영화
- 그린 앤 레드 러브 (1992년)
- 슬픈 카페의 노래 (1991년)
- 8년만의 정사 (1991년)
- 아빠 뭐하세요 (1991년)
- 로빈슨 가족 (1990년)
- 토크 라디오 (1988년)
- The Red Spider (1988)
- 맨하탄 살인사건 (1988년)
- 실버라도 (1985년)
- 탐정 스펜서 (1985년)
- 생도의 분노 (1981년)
- 브링크 도난 사건 (1978년)
- 암살단 (1974년)
- 지하의 하이젝킹 (1974년)